# Doctor Sleep
Doctor Sleep è un romanzo horror di Stephen King, seguito del celebre Shining, pubblicato negli USA il 24 settembre 2013 e il 28 gennaio 2014, in Italia.
Il libro ha vinto nel 2013 il Premio Bram Stoker al romanzo; nel 2014 è stato finalista al Premio Locus per il miglior romanzo fantasy.

## Trama
Anni dopo gli avvenimenti che portarono all'incendio dell'Overlook Hotel, in cui perse la vita il guardiano invernale Jack Torrance, il figlio Danny con la madre Wendy prendono alloggio in un modesto appartamento in Florida. Fin dai primi anni dopo la terribile esperienza al grande albergo in Colorado, Danny Torrance continua ad avere visioni, provocate dalla "luccicanza", dei vecchi ospiti dell'Overlook, specialmente della donna morta nella maledetta stanza 217 che si manifesta nel bagno della loro casa seduta sul water, terrorizzando Danny, che chiama il vecchio amico Dick Hallorann, il cuoco afroamericano dell'albergo.
Halloran lo porta a fare un giro sulla spiaggia e porta con sé un regalo per Danny, ma prima di aprirlo, decide di raccontargli la sua storia.
Dick, quando era bambino, veniva molestato dal nonno pedofilo, che minacciava di rapirlo se avesse raccontato a qualcuno la verità. Dick, per paura, rifiutò di usare la sua "luccicanza" per comunicarlo, e non ne informò neanche la nonna.
Poco tempo dopo, il nonno morì per un ictus. Sei mesi dopo il suo decesso, Dick si ritrovò il suo spettro sdraiato sul letto della sua camera, nudo con l'aspetto da morto vivente.
Dick definisce gli spettri di questo genere sporcaccioni, spiegando che si tratta di persone morte in preda ad una forte rabbia che, rifiutandosi di passare nell'aldilà per paura di cosa li potrebbe attendere, spesso rimangono bloccati nel posto in cui sono morti e dopo un certo tempo svaniscono, ma ce ne sono alcuni che trovano il modo di prolungare la loro presenza restando attaccati a coloro che possiedono l'Aura, che per loro è come una fonte di nutrimento, servendosene per acquistare materialità fisica come falene attratte dalla luce. Dick tuttavia spiega che la "luccicanza" può essere usata anche come arma per fermarli.
Poi Danny apre il regalo di Dick, che si rivela una piccola scatola in acciaio con una combinazione. Dick gli spiega di studiarla attentamente, per poi crearsene una virtuale nella sua mente. In questo modo, in caso uno degli spettri si fosse manifestato, Danny avrebbe trovato il modo di catturarli e rinchiuderli nella mente.
Danny, nel passare degli anni, trova quasi tutti gli spettri dell'albergo e li rinchiude nelle scatole di "luccicanza", segregandoli in un angolo della mente.
Il bambino domanda se ci sia modo di cancellarli completamente togliendoseli dalla testa, ma il cuoco Halloran gli risponde in modo enigmatico che sarebbe stato meglio contenerli.
Il piccolo Danny riprende così una vita all'apparenza normale.
Gli anni passano e Dan cresce. Wendy intanto è morta e Dan, come il padre Jack, diventa nel tempo dipendente dall'alcol.
Una mattina Dan si risveglia nel letto di una ragazza di nome Deenie, ragazza-madre e cocainomane. Quando Tommy, il bambino di lei, cerca di avvicinarsi alla cocaina lasciata la sera prima dai due, al protagonista scatta una specie di campanello e scappa, rubando alla ragazza parte dei soldi nella sua borsa.
Mesi dopo Dan si stabilisce a Frazier, dove conosce il vecchio Billy, e i due diventano subito amici. Danny avverte subito che anche Billy possiede un po' di "luccicanza". 
Il vecchio riesce a trovargli un lavoro come guidatore del trenino della microcittà di Frazier, ma il problema dell'alcolismo di Dan è sempre presente, e così il suo capo, ex alcolista, decide di aiutarlo portandolo dagli Alcolisti Anonimi e facendogli da sponsor.
Anni prima, una ragazza di nome Andrea Steiner, che possiede la "luccicanza", durante uno dei suoi misfatti, viene adescata da una donna bellissima, di nome Rose Cilindro (così chiamata per via del cilindro che porta sempre in testa), che le propone di entrare nel "Vero Nodo". Andrea accetta, e dopo indicibili sofferenze diventa immortale e parte del gruppo.
La storia si sposta al 2001. Nella cittadina di Anniston, poco lontano da Frazier, nasce una bambina nella famiglia italo-americana Stone, che viene chiamata Abra.
La piccola mostra sin dall'inizio comportamenti fuori dal normale, che toccano il loro culmine l'11 settembre 2001: la bambina si sveglia nel cuore della notte piangendo e i genitori terrorizzati la portano al pronto soccorso, ma la situazione non cambia. La piccola Abra si calma non appena il secondo aereo di linea dirottato, lo United Airlines 175, si schianta contro la Torre Sud del World Trade Center.
Intanto Dan ha iniziato a lavorare all'ospizio di Frazier, l'"Helen Rivington" dove, con la "luccicanza", dà conforto agli anziani in fin di vita, venendo per questo etichettato con il soprannome di "Dottor Sonno". Una notte Dan riceve la visita dello spirito di Deenie, morta nel frattempo, che lo avvisa di stare lontano dalla donna col cappello.
I membri del Vero Nodo, invece, che si nutrono della "luccicanza" (che chiamano "vapore") per prolungare la propria vita ed essere immortali, trovano un ragazzino, lo torturano e gli succhiano via il vapore, per poi seppellirlo. Abra, dotata di una "luccicanza" potentissima, percepisce il Vero Nodo e spaventata si mette in contatto con Tony (vedi Shining).
Il messaggio di Abra arriva a Dan, che preoccupato cerca di contattare Hallorann, senza successo.
Dopo qualche anno, Abra e Dan finalmente si incontrano. La ragazzina racconta a Dan quello che ha visto e gli dice che deve sconfiggere il Vero Nodo, poiché Rose Cilindro ha percepito l'enorme forza della sua "luccicanza" e intende catturarla.
Dan, nel frattempo, all'ospizio, aiuta la paziente più anziana a trapassare. Dopo il decesso dell'anziana signora accade una cosa strana: Dick Hallorann, morto da tempo, prende il corpo della donna e spiega a Dan che i membri del Vero Nodo sono "diavoli vuoti", e che sono malati.  Essi si rivelano essere creature dalle fattezze umane, simili ai vampiri, che prolungano la propria esistenza nutrendosi della "luccicanza" altrui. Essi calcano la terra da più di cinquemila anni, fin da quando ancora c'erano le carovane. 
Per sconfiggerli Dan deve tornare alla sua infanzia, dove si nascondono tutti i demoni. Dopo aver comunicato questo a Dan, Hallorann abbandona il corpo.
Il Vero Nodo percepisce la Luccicanza di Abra, e Rose cerca di stabilire un contatto con la ragazzina, ma Abra con uno stratagemma la attacca e fruga nella sua testa. La ragazzina rivela di possedere una luccicanza immensa a cui neppure Rose a capo del Vero Nodo riesce a tenere testa. Rose si risveglia, e ad attenderla c'è una brutta sorpresa. Nonno Zecca (membro più anziano del Nodo) ha contratto il morbillo dal vapore del ragazzo del baseball ed è così condannato a sfumare via. I membri, preoccupati capiscono che l'unico modo per guarire è Abra, vista l'enorme potenza che possiede, così partono alla ricerca della ragazzina. Alcuni membri propongono inizialmente di provare a convertirla, poiché dalla loro parte, il Vero Nodo diventerebbe di una potenza mai vista e tramite lei sarebbe molto più facile individuare nuove prede con la luccicanza e cibarsene. Rose è la prima a opporsi poiché teme, che se Abra diventasse come loro, potrebbe diventare il nuovo capo scavalcandola. Soprattutto il Vero Nodo non può perdere tempo, temendo che i genitori di Abra, convincendosi che possa avere dei problemi, se le dessero degli psicofarmaci, la luccicanza perderebbe forza.
Dan e John Dalton, il pediatra di Abby a cui Dan, grazie alla "luccicanza", aveva dato una mano in passato, intanto trovano il guanto da baseball, e vanno a casa di Abra, dove li accoglie il padre di Abra, che, preoccupato per la figlia, si fa raccontare tutto. 
Decidono cosi di tendere una trappola al gruppo arrivato a catturare Abra, con uno stratagemma li attirano in una zona picnic isolata e lì riescono ad ucciderli in uno scontro a fuoco; tuttavia un membro del gruppo, sospettando qualcosa, resta indietro e riesce così a catturare Abra, in realtà nascosta a casa sua.
Corvo così rapisce Abra e Billy e tenta la fuga, finendo però per morire in uno scontro con Dan nel corpo di Abra.
Intanto la bisnonna di Abra, Concetta Anderson, ammalata di cancro, viene raggiunta in ospedale da Dan. All'arrivo di Lucy (madre di Abra), Concetta è ormai spirata, ma Dan riferisce le ultime parole dell'anziana che ammette di conoscere l'identità del padre di Lucy: la madre infatti, Sandra, studentessa, aveva avuto una relazione con un uomo, il professore preuniversitario Jack Torrance, e che quest'ultimo era il padre di Lucy. Dan e Lucy sono quindi fratellastri.
Abra contatta Rose e la sfida, proponendole uno scontro, solo tra loro due. Rose accetta e le dice di venire al campeggio Bluebell, proprietà del Nodo, sulle montagne rocciose.
Dan e Abra stabiliscono un contatto, e la ragazzina, in forma incorporea, accompagnata da Dan e da Billy (che, come già detto, possiede un briciolo di "luccicanza") si reca sul tetto del mondo, dove anni prima sorgeva l'Overlook Hotel.
Lo scontro sul tetto del mondo è brutale. il Nodo, decimato dalle malattie e attaccato dai fantasmi dell'Overlook che Danny libera dalla sua mente, perde. Rose, grazie al provvidenziale intervento del fantasma di Jack Torrance, cade dal tetto del mondo, e sfuma via, lasciando il cappello, impregnato di un'intensa magia nera, a cui Dan dà fuoco.
Abra, Dan e Billy tornano ad Anniston vittoriosi.
Il libro finisce con il quindicesimo compleanno di Abra e gli altrettanti anni di sobrietà di Dan, che è ritornato all'ospizio e ha ripreso il suo lavoro di infermiere.

## Opere derivate
Dal romanzo è stato tratto l'omonimo film del 2019, diretto da Mike Flanagan. Il film è stato distribuito nelle sale cinematografiche italiane a partire dal 31 ottobre 2019, mentre in quelle statunitensi 
è stato distribuito dall'8 novembre 2019.

## Edizioni in  italiano
- Stephen King, Doctor Sleep, legge: Cazzador, S, Modena, 2014
- Stephen King, Doctor Sleep, traduzione di Giovanni Arduino, Sperling & Kupfer, 2014,  p. 516, ISBN 978-88-200-5568-4.
- Stephen King, Doctor Sleep, traduzione di Giovanni Arduino, Milano: Sperling & Kupfer : Pickwick, 2016